# Andover, Hampshire
Andover (engelskt uttal: [ˈændoʊvər]) är en stad och civil parish i grevskapet Hampshire i södra England. Staden är huvudort i distriktet Test Valley och ligger cirka 20 kilometer nordväst om Winchester samt cirka 28 kilometer väster om Basingstoke. Tätorten (built-up area) hade 48 487 invånare vid folkräkningen år 2021.